# Jamie Skeen
Jamie Skeen, né le 2 mai 1988, à Fayetteville, en Caroline du Nord, est un joueur américain de basket-ball. Il évolue au poste d'ailier fort.

## Palmarès
- Second-team All-CAA 2011